# Dunovice
Dunovice jsou malá vesnice a část obce Cehnice v okrese Strakonice v Jihočeském kraji. Nachází se asi 2,5 kilometru jihovýchodně od Cehnic. Dunovice jsou také název katastrálního území o rozloze 2,03 km².

## Historie
První písemná zmínka o vesnici pochází z roku 1253.

## Obyvatelstvo
| Rok            | 1869 | 1880 | 1890 | 1900 | 1910 | 1921 | 1930 | 1950 | 1961 | 1970 | 1980 | 1991 | 2001 | 2011 | 2021 |
| -------------- | ---- | ---- | ---- | ---- | ---- | ---- | ---- | ---- | ---- | ---- | ---- | ---- | ---- | ---- | ---- |
| Počet obyvatel | 257  | 255  | 229  | 245  | 230  | 224  | 212  | 161  | 164  | 117  | 89   | 61   | 45   | 60   | 65   |
| Počet domů     | 47   | 47   | 47   | 47   | 46   | 44   | 43   | 43   | 41   | 38   | 32   | 41   | 44   | 45   | 48   |

## Obecní správa
Při sčítání lidu v letech 1850–1899 Dunovice byly osadou obce Cehnice v okrese Strakonice. V letech 1900–1973 byly samostatnou obcí, se kterým patřily nejprve do okresu Strakonice, ale v roce 1950 v okrese Vodňany a od roku 1960 opět v okrese Strakonice. Od 1. ledna 1974 jsou opět částí obce Cehnice v okrese Strakonice.

## Rodáci
- Tomáš Trnka (1888–1961), filozof, teoretik lidovýchovy, osvětový pracovník, po druhé světové válce zakladatel Katedry lidovýchovy na Pedagogické fakultě Univerzity Karlovy, přítel T. G. Masaryka